# Square Dutilleul
Le square Dutilleul est un square de Lille, dans le Nord, en France.

## Situation et accès
Il s'agit de l'un des squares du quartier du Vieux-Lille qui se situe dans le prolongement du square Foch et débouche sur le Quai du Wault. Les deux squares sont bordés par l' avenue Foch, que traverse la Rue de Tenremonde. Le site figure parmi les îlots regroupés pour l'information statistique (IRIS No 0112 - LILLE CENTRE 12) de Lille, tels que l'Insee les a établis en 1999.
L'avenue longe le square Foch et le square Dutilleul, elle desservie par la station de métro Rihour.

## Historique

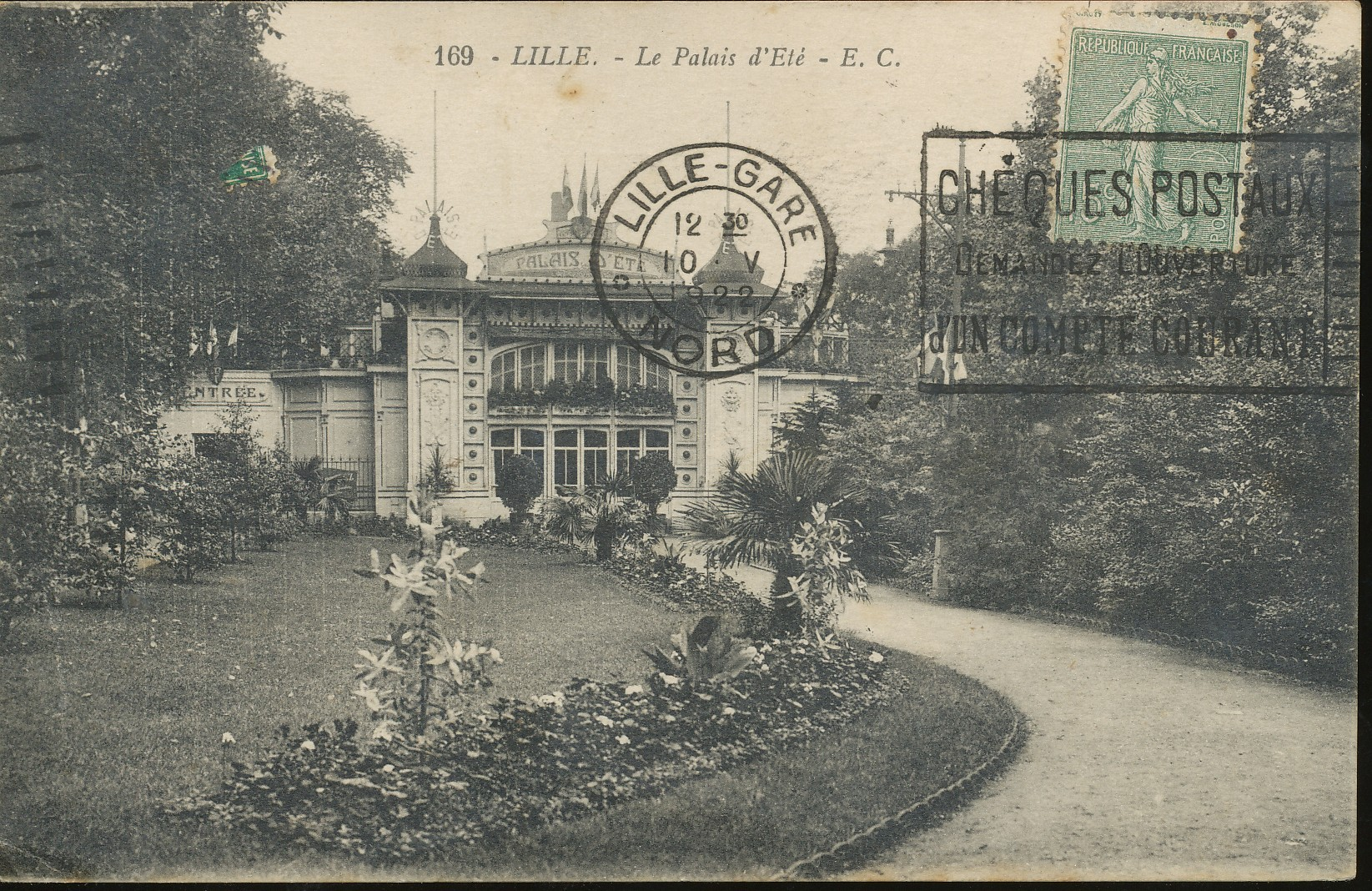
Le Palais d'Été avant l'incendie

Le square Dutilleul est aménagé à l'emplacement des anciens remparts détruits vers 1860 lors de l'agrandissement de Lille de 1858.
Il avait été envisagé en 1860 d'y prolonger le quai Saint-Martin (port du Wault) jusqu'à la rue Impériale (rue Nationale). Ce projet fut abandonné au profit de la création du port Vauban.
Au XIXe, sur le square Dutilleul, entre la rue de Tenremonde et le quai du Wault, était implantée une salle de spectacles, dénommée "Palais d'Été". Ce lieu prisé des lillois a été incendié en 1943, et n'a jamais été reconstruit.